# بورماسیگی
بورماسیگی (به لاتین: Burmasigi) یک منطقهٔ مسکونی در گرجستان است که در شهرداری کازبگی واقع شده‌است. بورماسیگی ۰ نفر جمعیت دارد و ۲٬۳۵۰ متر بالاتر از سطح دریا واقع شده‌است.